# Kurt von Bültzingslöwen
Kurt Karl von Bültzingslöwen (* 6. Mai 1873 in Nahrten; † 24. Juni 1945 in Flinsberg) war ein deutscher Mediziner. Er war Generalstabsarzt.

## Leben
Kurt von Bültzingslöwen entstammte dem thüringischen Uradelsgeschlecht derer von Bültzingslöwen. Er war das dritte Kind des preußischen Hauptmanns Karl von Bültzingslöwen (1837–1918) und der Marie geb. Brandt von Lindau.
Nach der Schulausbildung schlug er wie viele seiner Familienmitglieder die Militärlaufbahn beim preußischen Heer ein. Er promovierte 1897 zum Dr. med. Er wurde später Generaloberarzt beim Sanitätsamt des 6. Korps in Breslau und setzte  sich mit diesem Dienstgrad zur Ruhe.
Später erstellte er die Stammtafel der Herren von Bültzingslöwen.

## Ehrungen
- Ehrenritter des Johanniterordens

## Werke (Auswahl)
- Beitrag zur Dermatomyositis. Dissertation, Berlin, 1897.
- Ausbildungsgang des Rekruten im Gefecht. Schultze, Celle, 1913.
- gemeinsam mit Karola von Ehrenkrook: Regesten der Herren von Bültzingslöwen. Starke, Görlitz, 1942.